# Microsoft Entourage
Microsoft Entourage是微軟為Mac OS 8.5或以上版本開發的郵箱客戶端及個人信息管理系統。微軟最先於2000年10月以Microsoft Office 2001的一部分發佈Entourage；而上一個Mac OS版本的Microsoft Office，Office 98，則包括了Outlook Express 5。目前最新的版本是Entourage: Mac 2008，是於2008年1月15日發佈的Microsoft Office 2008 for Mac的一部份。
微软于2010年10月26日发售Microsoft Office 2011 for Mac，并用Microsoft Outlook取代了Entourage。

## 概略
Entourage是一個郵箱客戶端，同時亦可以管理日曆，地址簿，行事曆及專案管理員。而微軟從Entourage 2004開始，提供專案中心（Project Center）功能，用戶可以透過此功能建立及整體不同的專案。Entourage中的資訊可以是來自Entourage本身或是從外部獲取。Entourage支援以POP或IMAP方式及以WebDAV（使用Microsoft Exchange伺服器）方式接收郵件。
Entourage 2008提供了“My Day”工具，可以協助用戶組織日程，提高搜尋速度，“to do”標幟，改良了的垃圾郵件過濾，網絡釣魚保護，於Favourites的快速瀏覽及可以自訂的工具列。

## 功能
Entourage支援一些Mac OS的技術，例如Spotlight搜尋引擎及AppleScript。但因其龐大的資料庫，令Time Machine不能有效地備份。Entourage亦有一個獨立的通訊錄，但可以使用iSync同步處理連絡人及行事曆。。

### 與Outlook的比較
與其他Mac版本Office不同的是，Entourage不使用Windows版本產品的名稱。而微軟則認為Entourage是為了「滿足完全不同的觀眾的需求」。Entourage源自Mac版本的Outlook Express 5及Claris Emailer，而Entourage是“no ported code, and no Office code”，即是沒有Outlook及Office的代碼。不過，微軟將Entourage定位成為Macintosh的Exchange用戶而設的「相似」產品。

### Microsoft Exchange的客戶端
Entourage自2003年8月4日發佈Entourage X的更新之後，開始支援Microsoft Exchange伺服器。這個早期的版本需要使用IMAP以支援郵件收發及WebDAV以支援通訊錄及行事曆的功能。（其後的版本已不需要IMAP而全面使用WebDAV。）用戶亦投訴Windows版本Outlook及Entourage 2001功能不足。其後的版本亦有加入部份缺少的功能。但是Entourage 2008仍不是與Outlook一樣的Exchange客戶端。例如Entourage 2008仍不能將待辦事項及筆記與Exchange伺服器同步化。很多Exchange用戶都於口頭上指責微軟於此的過失。微軟則解釋指，於Entoruage 2008中，程式的「可靠程度」比Exchange支援更重要。.

## 版本歷史
- Outlook Express 4[14]或5（Entourage的前身），隨Microsoft Office 98 Macintosh Edition發佈（Microsoft Office 8）

{來源對於其版本有混淆}
- Entourage 2001，隨Microsoft Office 2001發佈（Microsoft Office 9）
- Entourage X，隨Office X發佈（Microsoft Office X）
- Entourage 2004[15]，隨Office 2004 for Mac#Entourage 2004發佈[16]（Microsoft Office 11）
- Entourage 2008，隨Office 2008 for Mac發佈（Microsoft Office 12）

## 外部連結
- Microsoft Entourage:Mac 2008 （页面存档备份，存于）（official site）
- Inside Entourage by Amir - blog by M. Amir Haque in Microsoft Enterprise Messaging group
- Entourage Weblog (last updated June 2006)
- The Entourage Help Page （页面存档备份，存于）
- The Entourage Help Blog （页面存档备份，存于）